# Соціалістичний братній поцілунок

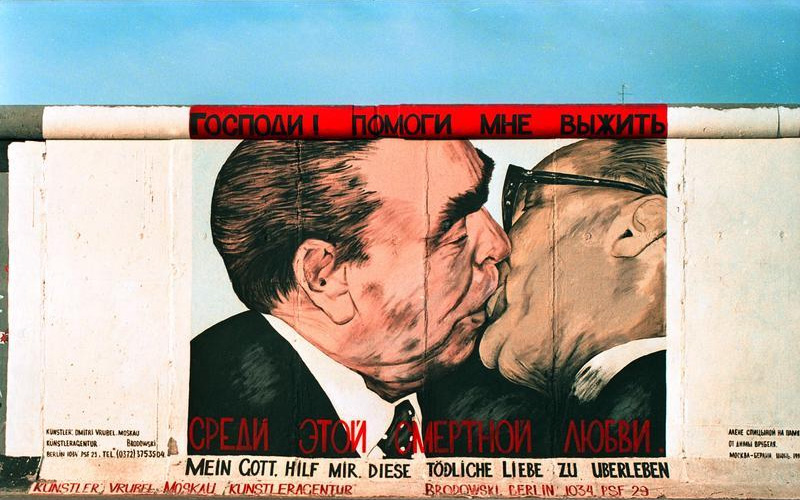
Господи, допоможи мені вижити серед цієї смертної любові — графіті на Берлінській стіні, на якому зображений поцілунок Леоніда Брежнєва з Еріхом Хонеккером

Соціалістичний братній поцілунок, брежнєвський поцілунок — особлива форма вітання між людьми соціалістичних країн. Складався з обіймів та серії з кількох (зазвичай трьох) поцілунків по черзі в щоки. Іноді, коли люди у винятково добрих стосунках, цілували також губи.
Соціалістичні братні обійми складаються з серії з трьох сильних обіймів, що чергуються між лівою та правою сторонами тіла, без поцілунків. Це модифіковане вітання було прийнято марксистсько-ленінськими державними діячами в Азії, де відсутня традиція поцілунку в щоку як вітання. Під час холодної війни марксистсько-ленінські чиновники в Азії погоджувалися приймати поцілунки від європейців та кубинців, але самі уникали поцілунку.[джерело?]

## Історія

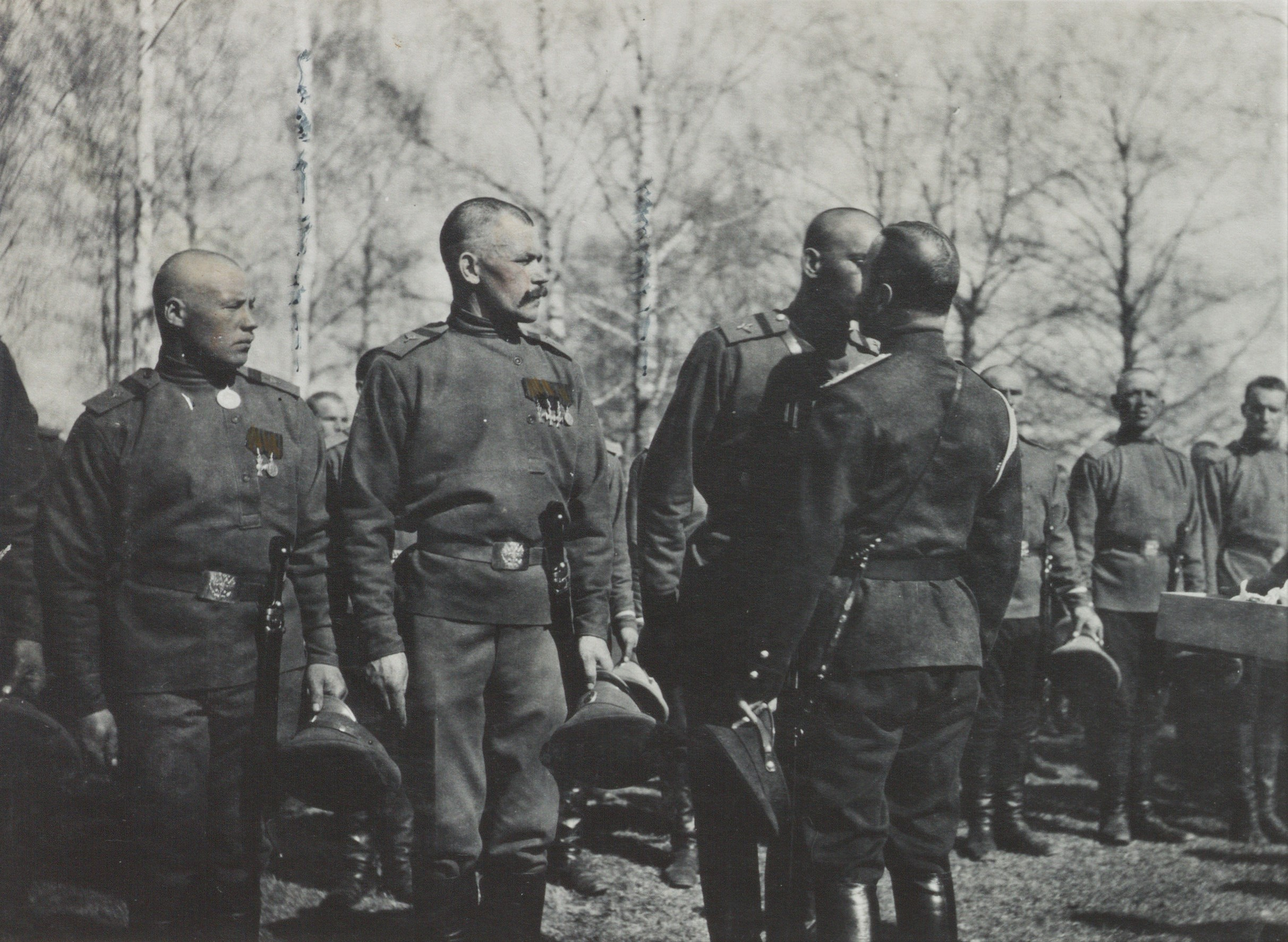
Російський цар Микола II цілує солдата з поцілунком миру, 1916 рік.

Цей ритуал виник у європейській практиці поцілунків у щоку як вітання між членами сім'ї або добрими друзями. Його також пов'язують зі східноправославним братнім поцілунком.  Він вже використовувався в Російській імперії серед солдатів та офіцерів.
З поширенням комунізму після Другої світової війни СРСР перестав бути єдиною комуністичною країною. Братній соціалістичний поцілунок став поширеним вітанням. Це вітання також прийняли соціалістичні чиновники країн третього світу, а також посадовці соціалістично орієнтованих визвольних рухів, таких як Організація визволення Палестини та Африканський національний конгрес Південної Африки. 

## Кремлінологія
Кремленологи звертали увагу на те, чи обмінювалися братніми обіймами комуністичні чиновники. Відсутність звичайних обіймів свідчила про нижчий рівень відносин між двома країнами.
Після китайсько-радянського розколу китайці відмовилися приймати своїх радянських колег або звертатися до них «товаришу». Коли Микита Хрущов спробував обійняти голову Комуністичної партії Китаю Мао Цзедуна під час його візиту до Пекіна в 1959 році, Мао відступив, щоб уникнути обіймів, і натомість запропонував йому рукостискання. Навіть після нормалізації відносин у 1989 році китайці продовжували уникати братніх обіймів, вітаючи радянських чиновників. Це було зроблено для того, щоб підкреслити, що китайсько-радянські відносини не повертаються до рівня 1950-х років, який був до розколу; китайський протокол чітко наполягав на «рукостисканні, а не обіймах».

## Поцілунки в щоку
Братній поцілунок не обов'язково пов'язаний з соціалізмом. Наприклад, для президента Франції традиційно вітати своїх іноземних колег, цілуючи їх в обидві щоки.

## Зовнішні посилання
- Schimmel, Claudia, Der 'sozialistische Bruderkuß' [The 'Socialist Fraternal Kiss'] (PDF, 128 kB) (German)
- Дружеские поцелуи. Вручение Леониду Брежневу ордена "Победа" (1978) на YouTube